# Тэлли, Кевин
Кевин Тэлли (родился 21 мая 1979 года) — американский экстремальный метал-барабанщик групп Sylencer и Feared. Он был участником Dying Fetus, Misery Index, Six Feet Under, Nothnegal, Chimaira, Suffocation и Dååth, а также гастролировал с Battlecross в 2013 году.
Тэлли родился и живет в Сан-Антонио.

## Участие в группах
Тэлли заменил барабанщика в The Black Dahlia Murder после того, как их гастрольному барабанщику Пьеру Ланглуа было отказано во въезде в Штаты его родной страной Канадой. Он был сессионным барабанщиком в альбоме Crime Syndicate группы Soils of Fate 2003 года. Он заменил The Red Chord в их туре 2006 года, а также заменял Hate Eternal в их североамериканском туре 2006 года после того, как Дерек Родди покинул группу по личным причинам. В мае и июне 1998 года Кевин заменил барабанщика в Suffocation во время их тура по США. Кевин также прослушивался на роль барабанщика в Slayer после ухода Пола Бостафа в конце 2001 года, но в конечном итоге эта работа досталась их первоначальному барабанщику Дэйву Ломбардо. Тэлли играл в одноименном альбоме Chimaira и гастролировал с ними до начала 2006 года. Позже он играл с Dååth и Nothnegal; в дополнение к этому, он играл на барабанах в 2012 году на треках под названием «Cradle to Grave» и «Novus Ordo Seclorum» группы Creative Waste. В 2019 году он играл на барабанах на дебютном EP Nonvector «A Short Trip Home».

## Дискография

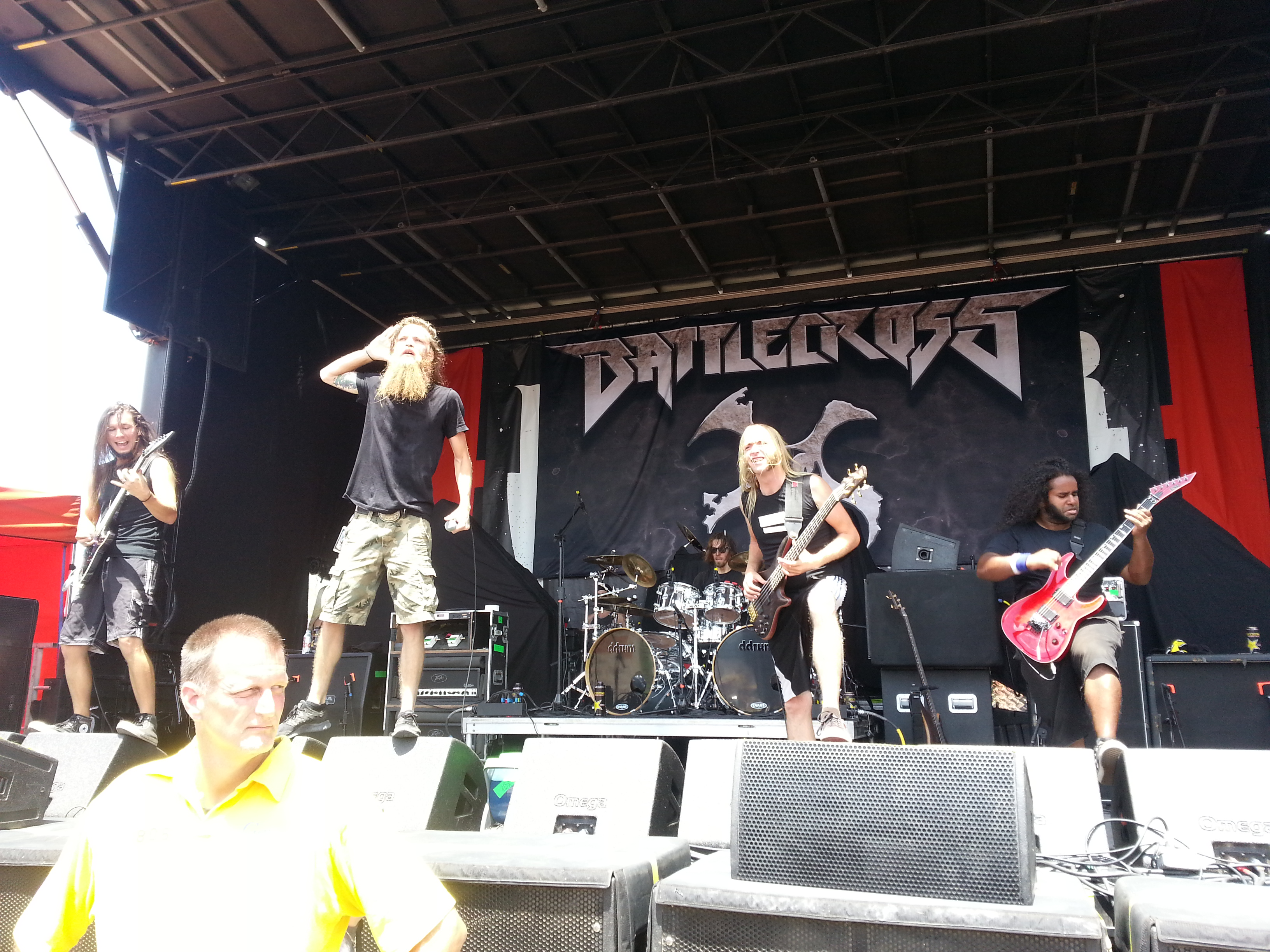
Тэлли выступает на Mayhem Festival в Далласе, штат Техас, с американской хэви-метал группой Battlecross

- Тэлли выступает на Mayhem Festival в Далласе, штат Техас, с американской хэви-метал группой BattlecrossAbsence of the Sacred - Come Hither O Herald of Death (2012)
- Dying Fetus – Killing on Adrenaline (1998)
- Dying Fetus – Grotesque Impalement (мини-альбом) (2000)
- Dying Fetus – Destroy the Opposition (2000)
- Misery Index – Overthrow (мини-альбом) (2001)
- Misery Index – Split with Commit Suicide (мини-альбом) (2002)
- Soils of Fate – Crime Syndicate (2003)
- Misery Index – Dissent (мини-альбом) (2004)
- Chimaira – Chimaira (2005)
- Dååth – The Hinderers (2007)
- Dååth – The Concealers (2009)
- Dååth – Dååth (2010)
- Enders Game – What We've Lost (2010)
- Mike Chlasciak – The Metalworker (2011)
- Truth Corroded – Worship the Bled (2011)
- Science of Disorder – Heart, Blood and Tears... (2011)
- Nothnegal – Decadence (2012)
- Six Feet Under – Undead (2012)
- Sylencer – A Lethal Dose of Truth (2012)
- Darkrise – RealEyes (2013)
- Feared – "Furor Incarnatus" (2013)
- Six Feet Under – Unborn (2013)
- Acts of Tragedy – "Cursed Words" (2013) (Guest in "What Remains")
- Bleeding Utopia – Darkest Potency (2014)
- Omega Diatribe – Hydrozoan Periods (2014)
- Stardown – Void (2014)
- Misanthrope Monarch – "The Omega Embrace" | Single (2015)
- Omega Diatribe – Abstract Ritual (2015)
- Feared – Synder (2015)
- Collapse – In the Shadow of Man (2015)
- Heisenberg – The Empire Business (2017)
- JB Andrews – The Darkening (2017)
- Siriun – In Chaos We Trust (2018)
- Nonvector – A Short Trip Home (2019)
- Power Concept – Antropocentricity (2022)